# Rossiya (aerolínea)
Rossiya Airlines OJSC (en ruso: АО «Авиакомпания „Россия“» AO «Aviakompaniya „Rossiya“») es una aerolínea rusa con base en San Petersburgo, que surgió como resultado de la fusión en 2006 de la compañía moscovita del mismo nombre y Pulkovo Aviation Enterprise de San Petersburgo. La aerolínea efectúa vuelos regulares y chárter de pasajeros desde San Petersburgo y Moscú. Rossiya mantiene su base operacional en el Aeropuerto de Púlkovo en San Petersburgo.

## Historia

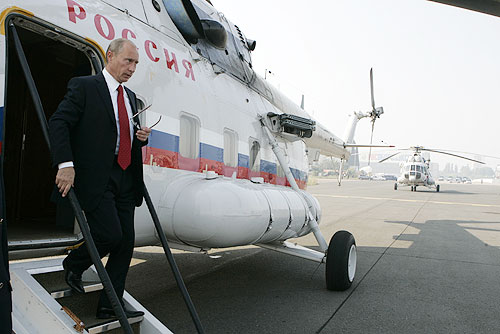
El presidente ruso, Vladímir Putin, desembarcando un Mil Mi-8 operado por Rossiya para el Gobierno de rusia.

La aerolínea fue fundada en 1992 y es subsidiaria de Aeroflot ambas propiedad del gobierno ruso. En 2006 el gobierno ruso fusionó Rossiya Airlines con Pulkovo Aviation Enterprise, bajo el nombre de Rossiya (o GTK Russia). La nueva aerolínea comenzó a volar el 29 de octubre bajo una única bandera. El proceso de fusión comenzó en diciembre de 2004. En noviembre de 2006 se anunció que la fusión se había completado y que Rossiya Airlines quedaría establecida en San Petersburgo el 9 de octubre de 2006 con una leve presencia en Moscú y 54 oficinas en Rusia y alrededores. El capital de la compañía es de 1,352 billones de rublos. El primer presidente de la aerolínea es Gennadiy Boldyrev.

## Destinos
Tras la fusión con Pulkovo Airlines, la gran mayoría de operaciones en San Petersburgo, continuaron con Rossiya.

## Flota

### Flota Actual
La flota de Rossiya incluye las siguientes aeronaves, con una edad media de 11,3 años (a agosto de 2024)